# شلن أوغندي
شلن أوغندي أو الشيلينغ الأوغندي هي العملة الوطنية في أوغندا والمعتمدة منذ عام 1987 بعد 25 سنة من استقلالها عن المملكة المتحدة. وينقسم الشلن الأوغندي إلى 100 فلس. وكانت أوغندا قد أصدرت سنة 1966 الشلن الأوغندي القديم UGS لكن التضخم الاقتصادي سنة 1987 اضطرها إلى طرح عملة وطنية جديدة وهي الشلن الأوغندي الجديد UGX.

## الأوراق النقدية

### الشلن الأول
في عام 1966، قدّم بنك أوغندا أوراق نقدية من فئات 5 و 10 و 20 و 100 شلن. ثم في عام 1973، ظهرت أوراق نقدية من فئة الخمسين شلن، تبعها 500 و 1000 شلن في عام 1983 و 5000 شلن في عام 1985.

### الشلن الثاني
في عام 1987، ظهرت أوراق النقدية بالعملة الجديدة من فئات 5 و 10 و 20 و 50 و 100 و 200 شلن. ثم في عام 1991، تمت إضافة 500 و 1000 شلن، تلتها خمسة آلاف شلن في عام 1993 ، وعشرة آلاف شلن في عام 1995، وعشرين ألف شلن في عام 1999، وخمسين ألف شلن في عام 2003، وألفي شلن في عام 2010.
في 17 مايو 2010، أصدر بنك أوغندا مجموعة جديدة من الأوراق النقدية تتميز بتصميم متناسق يصور التراث التاريخي والطبيعي والثقافي الغني لأوغندا. كما أنها تحمل ميزات أمان محسنة.
| الصورة            | الصورة | القيمة | الأبعاد  | اللون  | الوصف                                              | الوصف         |
| الوجه             | الخلف  | القيمة | الأبعاد  | اللون  | الوجه                                              | العكس         |
| ----------------- | ------ | ------ | -------- | ------ | -------------------------------------------------- | ------------- |
| ملف:UGX01000v.jpg |        | 1000   | 130 × 64 | بني    | هيكل حجري، غابة                                    | ظباء          |
|                   |        | 2000   | 135 × 66 | أزرق   | جون هاننج سبيك، النيل                              | بياض نيلي     |
|                   |        | 5000   | 139 × 68 | أخضر   | نصب تذكاري لضحايا الحرب العالمية الثانية في كمبالا | حباك يبني عشه |
|                   |        | 10.000 | 142 × 70 | بنفسجي | نصب الاستقلال في كمبالا                            | شجرة موز      |
|                   |        | 20.000 | 146 × 72 | أحمر   | نصب كمبالا                                         | أنكولي واتوسي |
|                   |        | 50.000 | 151 × 73 | أصفر   | نصب الكومنولث التذكاري في كمبالا                   | غوريلا جبلية  |

## العملات المعدنية

### الشلن الأول
في عام 1966، ظهرت عملات معدنية بفئات 5 و 10 و 20 و 50 سنتًا و 1 و 2 شلن. وكانت العملات المعدنية من فئة 5 و 10 و 20 سنتًا من البرونز، والباقي من النحاس والنيكل. وفي عام 1972 ، اصدرت عملات معدنية من فئة 5 شلن من النحاس والنيكل ولكنها سحبت. وفي عام 1976، استبدل الفولاذ المطلي 5 و 10 سنتات بالنحاس البرونز، واستبدل الفولاذ المطلي بالنحاس النيكل في 50 سنتًا و 1 شلن.
| الصورة | القيمة   | المعدن                 | القطر          | الوزن  | السمك    | تاريخ الاستخدام |
| ------ | -------- | ---------------------- | -------------- | ------ | -------- | --------------- |
|        | 5 سنتات  | برونز                  | 20 ملم         | 3.21 g | 1.38 ملم | 1966-1975       |
|        | 5 سنتات  | فولاذ مطلي بالبرونز    | 20 ملم         | 3.21 g | 1.2 ملم  | 1976            |
|        | 10 سنتات | برونز                  | 25 ملم         | 5 g    | 1.5 ملم  | 1966-1975       |
|        | 10 سنتات | فولاذ مطلي بالبرونز    | 25 ملم         | 4.5 g  | 1.5 ملم  | 1976            |
|        | 20 سنتات | برونز                  | 28 ملم         | 9.76 g | 2.07 ملم | 1966-1974       |
|        | 50 سنتات | نيكل نحاسي             | 22 ملم         | 4.60 g | 1.5 ملم  | 1966-1974       |
|        | 50 سنتات | فولاذ مطلي بنيكل نحاسي | 22 ملم         | 4 g    | 1.5 ملم  | 1976            |
|        | 1 شلن    | نيكل نحاسي             | 25.5 ملم       | 6.50 g | 1.5 ملم  | 1966-1975       |
|        | 1 شلن    | فولاذ مطلي بنيكل نحاسي | 25.5 ملم       | 6.50 g | 1.5 ملم  | 1976            |
|        | 2 شلن    | نيكل نحاسي             | 30 ملم         | 11.7 g | 1.5 ملم  | 1976            |
|        | 5 شلن    | نيكل نحاسي             | 30 ملم (سداسي) | 13.5 g | 2 ملم    | 1976            |

### الشلن الثاني
في عام 1987، ظهرت عملات معدنية من الصلب المطلي بالنحاس من فئة 1 و 2 شلن والفولاذ المقاوم للصدأ م فئة خمسة وعشرة شلن، ثم عام 1998، ظهرت عملات معدنية بقيمة 50 و 100 و 200 و 500 شلن. الفئات المتداولة حاليًا هي 1 و 2 و 5 و 10 و 50 و 100 و 200 و 500 و 1000 شلن.
| الصورة | القيمة   | المعدن                 | وزن        | سمك      | تاريخ الاستخدام |
| ------ | -------- | ---------------------- | ---------- | -------- | --------------- |
|        | 1 شلن    | الفولاذ المطلي بالنحاس | 4.30 جرام  | 2.05 ملم | 1987            |
|        | 2 شلن    | الفولاذ المطلي بالنحاس | 8 جرام     | 2.45 ملم | 1987            |
|        | 5 شلن    | الفولاذ المقاوم للصدأ  | 3.5 جرام   | 1.2 ملم  | 1987            |
|        | 10 شلن   | الفولاذ المقاوم للصدأ  | 5.7 جرام   | 1.3 ملم  | 1987            |
|        | 50 شلن   | النيكل مطلي الصلب      | 3.9 جرام   | 1.8 ملم  | 1998-2015       |
|        | 100 شلن  | نحاس ونيكل             | 7 جرام     | 1.73 ملم | 1998-2008       |
|        | 100 شلن  | النيكل مطلي الصلب      | 6.6 جرام   | 1.73 ملم | 2007-2015       |
|        | 200 شلن  | نحاس ونيكل             | 8.5 جرام   | 2.05 ملم | 1998-2003       |
|        | 200 شلن  | فولاذ مطلي بالنيكل     | 7.25 جرام  | 2.05 ملم | 2007-2015       |
|        | 500 شلن  | ألومنيوم-نحاس أصفر     | 9 جرام     | 2.9 ملم  | 1998-2015       |
|        | 1000 شلن | نحاس ونيكل             | 10.25 جرام | 3 ملم    | 2012            |